# زفاف الأمير تشارلز والسيدة ديانا سبنسر
حفل زفاف الأمير تشارلز والسيدة ديانا سبنسر (بالإنجليزية: Wedding of Prince Charles and Lady Diana Spencer)‏ أحد أشهر الزيجات الملكية في القرن العشرين أو ما يعرف "عرس القرن" أقيم الزفاف يوم الأربعاء 29 يوليو 1981 في كاتدرائية القديس بولس في لندن، المملكة المتحدة. ليجمع رابط الزواج بين العريس تشارلز هو الوريث المستقبلي للعرش البريطاني، والعروس ديانا وهي من أفراد عائلة سبنسر الأرستقراطية في المملكة المتحدة. كان حفل الزفاف تقليدي في كنيسة إنجلترا، ترأس آلان ويبستر عميد كاتدرائية القديس بولس الخدمة ، وأجرى الزواج روبرت رونسي ، رئيس أساقفة كانتربري. وكان من بين الشخصيات البارزة التي حضرت الاجتماع العديد من أفراد العائلات الملكية الأخرى ، ورؤساء الدول الجمهوريين ، وأفراد عائلات العروس والعريس. بعد الحفل ظهر الزوجان على شرفة قصر باكنغهام في عرف تقليدي للقصر الملكي. كان لدى المملكة المتحدة عطلة وطنية في ذلك اليوم للاحتفال بالزفاف. تميز الحفل بالعديد من الجوانب الاحتفالية، بما في ذلك استخدام عربات الدولة وأدوار حراس المشاة وسلاح الفرسان.
وُصف زواجهما على نطاق واسع بأنه "حفل زفاف خيالي" تمت مشاهدته من قبل جمهور التلفزيون العالمي المقدر بـ 750 مليون شخص. أقيمت الأحداث في جميع أنحاء الكومنولث للاحتفال بالزفاف، والعديد من الحفلات في الشوارع في جميع أنحاء المملكة المتحدة للاحتفال بهذه المناسبة.

## الارتباط
كان الأمير تشارلز يعرف الليدي ديانا سبنسر لعدة سنوات حيث التقيا لأول مرة في عام 1977 عندما كان تشارلز يواعد أختها الكبرى ليدي سارة. لقد اهتم بها بجدية كعروس محتملة في عام 1980 عندما كانا ضيوفًا في عطلة نهاية أسبوع في البلد حيث شاهدته يلعب لعبة البولو، دعاها لقضاء عطلة نهاية أسبوع إبحار إلى مدينة كاوز الساحلية على متن اليخت الملكي بريتانيا حيث بدأت علاقتهما في التطور وأعقب ذلك دعوة إلى قلعة بالمورال المنزل الاسكتلندي للعائلة المالكة للقاء عائلته. استقبلت ديانا استقبالًا جيدًا في بالمورال من قبل الملكة والأمير فيليب والملكة إليزابيث الملكة الأم. كانت ديانا وتشارلز يقابلان بعضهما البعض لمدة ستة أشهر عندما اقترح في 3 فبراير 1981 عليها الارتباط في قلعة وندسور. أمل تشارلز أن تستغل الوقت للنظر في إجابتها وافقت ديانا لكن خطوبتهما ظلت سرية خلال الأسابيع القليلة التالية، ادعت ديانا في وقت لاحق أن الزوجين التقيا 13 مرة فقط قبل الإعلان عن خطوبتهما.
أصبح خطوبتهما رسمية في 24 فبراير 1981 ، وأجرى الزوجان مقابلة حصرية. خلال الإعلان العام عن الخطوبة ، ارتدت ديانا "بدلة التنورة الزرقاء الكوبالتية" من العلامة البريطانية كوجانا. اختارت ديانا خاتم خطوبة كبير يتكون من 14 ماسة سوليتير تحيط بحجر ياقوت أزرق بيضاوي عيار 12 قيراط مرصع بالذهب الأبيض عيار 18 قيراطًا ، والذي كان مشابهًا لخاتم خطوبة والدتها. تم صنع الخاتم من قبل شركة مجوهرات كراون جارارد، أعطت الملكة الأم ديانا بروش من الياقوت والماس كهدية للخطوبة. تم نشر سلسلة من الصور التي التقطها إيرل سنودون في مجلة فوغ في فبراير 1981 بمناسبة الخطوبة. قام كلايتون هوارد بعمل مكياج ديانا وجون فريدا قام بتصفيف شعرها للصورة الرسمية. جلس الزوجان لاحقًا لإجراء مقابلة أخرى مع مراسلة بي بي سي أنجيلا ريبون وأندرو جاردنر من قناة آي تي في.
قبل ليلتين من حفل الزفاف، أقيمت مناسبة في قصر باكنغهام، واستضافت الملكة عشاءًا في وقت لاحق لحشد من 90 فردًا كما تم عقد حفل استقبال مع الرقص 1500 شخص. وكان من بين الدعوات أعضاء الأسرة الملكية والموظفين. في الليلة التي سبقت حفل الزفاف، تمت دعوة 150 شخصًا بما في ذلك رؤساء الدول والحكومات لتناول العشاء مع الملكة.

## الزفاف
أقيم حفل الزفاف في 29 يوليو 1981 بحضور 3500 ضيفًا في كاتدرائية القديس بولس. اختار تشارلز وديانا سانت بولز على دير وستمنستر ، الموقع التقليدي لحفلات الزفاف الملكي، لأن سانت بولس قدم المزيد من المقاعد وسمح بموكب أطول عبر لندن.
تمت مراسم زفاف في الكنيسة التقليدية في إنجلترا، برئاسة أكثر القس روبرت رونسي، رئيس أساقفة كانتربيري، والقس آلان ويبستر ، عميد كاتدرائية القديس بولس. اصطف مليوني متفرج على طريق موكب ديانا من كلارنس هاوس مع 4000 شرطي و 2200 ضابط عسكري لإدارة الحشود. زادت الأمن وتمركزت الصوبرات الحادة بسبب التهديد المحتمل لهجوم من قبل حرب العصابات الجمهوريين الأيرلنديين. زادت عروض الأمن في المطارات أيضًا. قدرت تكلفة حفل الزفاف لاحقًا بمبلغ 48 مليون دولار (ما بين 70 مليون دولار و 110 مليون دولار عند تعديله للتضخم) مع إنفاق 600000 دولار على الأمن. شاركت أفواج من عوالم الكومنولث في الموكب بما في ذلك الفوج الملكي في كندا.